# Bersilat
Le bersilat est un art martial pratiqué en Malaisie, à Bornéo et au Kalimantan.
Il fait partie du groupe des Arts martiaux de l'Insulinde avec le pencak-silat indonésien et le kali arnis eskrima philippin.

## Histoire
Ce courant serait apparu au XVe siècle, introduit par un homme religieux du nord de Sumatra. Il aurait été popularisé entre les jeunes malaisiens comme une technique d'autodéfense contre les attaques à l'arme blanche, dont le kriss ou le pedang (en). 
Le bersilat existe sous deux formes : le silat pulot, destiné aux cérémonies ; et le silat buah, destiné au combat.